# Nicole Monsorno
Nicole Monsorno (7 febbraio 2000) è una fondista italiana.

## Biografia
Originaria di Varena e attiva dal marzo del 2016, la Monsorno ha esordito in Coppa del Mondo il 26 gennaio 2020 a Oberstdorf in una sprint (36ª) e ai Campionati mondiali a Oberstdorf 2021, dove si è classificata 25ª nella sprint; ai Mondiali di Planica 2023 si è piazzata 34ª nella sprint e 10ª nella sprint a squadre. Non ha preso parte a rassegne olimpiche.

## Palmarès

### Coppa del Mondo
- Miglior piazzamento in classifica generale: 51ª nel 2024